# Bukit Kemuning (kulle i Indonesien, Aceh)
Bukit Kemuning är en kulle i Indonesien.   Den ligger i provinsen Aceh, i den västra delen av landet, 1 500 km nordväst om huvudstaden Jakarta. Toppen på Bukit Kemuning är 83 meter över havet.
Terrängen runt Bukit Kemuning är huvudsakligen platt, men åt nordväst är den kuperad.Runt Bukit Kemuning är det glesbefolkat, med 13 invånare per kvadratkilometer. Närmaste större samhälle är Langsa, 7,6 km öster om Bukit Kemuning. I omgivningarna runt Bukit Kemuning växer i huvudsak städsegrön lövskog.